# Episodi di Web Therapy (seconda stagione)
La seconda stagione della serie televisiva Web Therapy è stata trasmessa in prima visione negli Stati Uniti d'America da Showtime dal 2 luglio al 9 settembre 2012.
In Italia la stagione è stata trasmessa in prima visione da LA7d dal 15 febbraio al 3 maggio 2013.
| nº | Titolo originale          | Titolo italiano           | Prima TV USA     | Prima TV Italia  |
| -- | ------------------------- | ------------------------- | ---------------- | ---------------- |
| 1  | Getting it Straight       | Getting it Straight       | 2 luglio 2012    | 15 febbraio 2013 |
| 2  | Blindsides and Backslides | Blindsides and Backslides | 9 luglio 2012    | 22 febbraio 2013 |
| 3  | Campaign Reform           | Campaign Reform           | 16 luglio 2012   | 1º marzo 2013    |
| 4  | Sister Act                | Sister Act                | 23 luglio 2012   | 8 marzo 2013     |
| 5  | National Exposure         | National Exposure         | 30 luglio 2012   | 15 marzo 2013    |
| 6  | Adaptation                | Adaptation                | 6 agosto 2012    | 22 marzo 2013    |
| 7  | Infanticipation           | Infanticipation           | 13 agosto 2012   | 5 aprile 2013    |
| 8  | Man-Cave Man              | Man-Cave Man              | 20 agosto 2012   | 12 aprile 2013   |
| 9  | The Insanity Offense      | The Insanity Offense      | 27 agosto 2012   | 19 aprile 2013   |
| 10 | Stalk Therapy             | Stalk Therapy             | 2 settembre 2012 | 26 aprile 2013   |
| 11 | Electile Dysfunction      | Electile Dysfunction      | 9 settembre 2012 | 3 maggio 2013    |